# J (énekesnő)
Csong Dzsejong (hangul: 정재영, RR: Chung Jae-young; 1977. május 2. –) vagy ismertebb nevén J egy dél-koreai R&B/soul énekesnő, aki az egyedi, lágy hangjáról ismert. Tanulmányait az Amerikai Egyesült Államokban a Northern Virginia Community College iskolában fejezte be. Egy Washington városbéli koreai szépségversenyen fedezték fel. A versenynek köszönhetően lehetőséget kapott, hogy egy koreai zenei producerrel dolgozhasson. Az R&B/hiphop stílusban íródott bemutatkozó nagylemezei, a J-Gold és a J-Blue 1998 novemberében jelentek meg.
A második nagylemezével, az In L.O.V.E.-val már jelentős sikereket ért el: a Odzsecshorom (hangul: 어제처럼, ’Pont, mint tegnap’) című kislemeze számos koreai televíziós csatorna slágerlistájának élére került. J a 2001 nyarán megjelent harmadik stúdióalbumának, a Beautiful Ones produkciós munkálataiban is részt vállalat.
Negyedik nagylemeze, a Dim the Lights megjelenése után J visszaköltözött az Egyesült Államokba, hogy kipihenhesse magát és, hogy tovább fejlessze az énekhangját. 2004-ben megjelent az ötödik albuma The Crush of Love néven. A lemezről négy dalt saját maga írt, a kritikusok pozitív fogadtatása ellenére sem bizonyult sikeresnek a nagyközönség előtt.
Ezt követően komolyan megfontolta, hogy visszavonul, ám a „zene iránt érzett végtelen szerelme” miatt mégis folytatta zenei pályafutását. 2006-ban J HowL-lal közösen rögzítette a Princess Hours drámasorozat főcímdalát, a Perhaps Love-ot. A sorozat népszerűsége a zenei albumára is hatással volt; az is jól teljesített a kasszáknál.
2007-ben megjelent a kortárs keresztény zene stílusában fogant In My Lifetime című lemeze, amely R&B és hiphop dalokat is tartalmaz. 2007 nyarán digitális kislemez formájában jelent meg a I Dzsonggal énekelt duettjük, a Nunmullo (hangul: 눈물로, ’Könnyekkel’). A dal hetekig vezette a „MELON” letöltési slágerlistáját.
Hatodik stúdióalbuma 2007 novemberében jelent meg In Love Again címmel. A kiadvány első Jolhulman (hangul: 열흘만, ’Csak tíz nap’) éles kontrasztot vet korábbi műveivel szemben, mivel az egy lassú ballada. Második kislemeze a Slulgva Szundzsong (hangul: 술과 순정, ’Likőr és naivitás’) a hiphop hatását érezteti magán. Ugyan a korong jóval rádióbarátabb dalokat tartalmaz, mégsem hozott J-nek elismerést. Ju Szungdzsunnal is énekelt olyan dalokban, mint a Make Me Mine vagy a My Baby.
J több éven át a szöuli angol nyelvű TBS-EFM (101.3 FM) rádiócsatornán vezetett műsort, a Music Planetet a korai hajnali órákban. Ezt megelőzően K-pop dalokat mutatott be ugyanezen idősávban. Korábban a szintén angol nyelvű Arirang-TV televíziós csatorna Pops in Seoul című műsorát is vezette.
2011 júliusában Superstar néven új kislemezt jelentett meg, televíziós adásokban népszerűsítette azt.

## Diszkográfia
| Cím                       | Megjelenés           | Nyelv           | Kiadó                     |
| ------------------------- | -------------------- | --------------- | ------------------------- |
| J-Blue                    | 1998 november        | Koreai          | Seoul Records             |
| J-Gold                    | 1998 november        | Koreai          | Seoul Records             |
| I.N. L.O.V.E.             | 2000. április 21.    | Koreai          | Seoul Records             |
| Chocolate                 | 2000.                | Angol           | Seoul Records             |
| Beautiful Ones            | 2001. június 20.     | Koreai          | Pony Canyon Korea         |
| Dim The Lights            | 2002. április 11.    | Koreai          | Seoul Records             |
| The Crush of Love         | 2004. szeptember 23. | Koreai          | Plyzen                    |
| In My Lifetime            | 2007. január 15.     | Koreai          | Seoul Records             |
| In Tears                  | 2007. június 18.     | Koreai          | ?                         |
| Inlove Again              | 2007. november 7.    | Koreai          | Sony BMG, SBME Korea      |
| Alcohol Genuine           | 2008. január 29.     | Koreai          | ?                         |
| Love Child                | 2008. augusztus 26.  | Koreai          | Kingpin Entertainments    |
| French Toast              | 2008. november 18.   | Koreai          | Sponge Entertainment      |
| Sweet Dream (filmzene)    | 2009. február 24.    | Koreai          | ?                         |
| Mini Album - Sentinmental | 2010. február 3.     | Koreai          | Paragon Music Corporation |
| With Me                   | 2010. június 10.     | Koreai és angol | ?                         |

## Fordítás
- Ez a szócikk részben vagy egészben  a   J (singer) című angol Wikipédia-szócikk ezen változatának fordításán alapul.  Az eredeti cikk szerkesztőit annak laptörténete sorolja fel. Ez a jelzés csupán a megfogalmazás eredetét és a szerzői jogokat jelzi, nem szolgál a cikkben szereplő információk forrásmegjelöléseként.